# Charles Sweeny
Charles Michael Sweeny (26 de enero de 1882 – 27 de febrero de 1963) fue un soldado de fortuna estadounidense, teniente coronel del Ejército de los Estados Unidos, oficial de la Legión Extranjera Francesa, general de brigada del Ejército polaco, capitán de grupo de la Real Fuerza Aérea (RAF) y periodista que luchó en numerosos conflictos en el siglo XX. Reclutó a compatriotas estadounidenses para luchar en la Segunda Guerra Mundial antes de que los Estados Unidos entraran en la guerra.

## Primeros años y familia
Nació en San Francisco, hijo de Charles y Emeline Sweeny. Charles padre era hijo de inmigrantes irlandeses pobres, pero hizo su fortuna en la minería en la región alrededor de Coeur d'Alene, Idaho. La familia se instaló en la cercana Spokane, Washington. Un artículo de Associated Press de 1920 se refería a Charles hijo como «hijo de multimillonario».
Se graduó en la Universidad de Notre Dame.
Un sobrino, Charles Francis Sweeny (1910-1993), fue el primer marido de Margaret Whigham; se casaron en 1933 y se divorciaron en 1947. (Después, se casó con el duque de Argyll y se convirtió en Margaret Campbell, duquesa de Argyll). Más tarde jugaría un papel decisivo en la formación de los Eagle Squadrons. Otro sobrino, Robert «Bob» Sweeny, fue un golfista consumado en ambos lados del Atlántico, jugando en numerosos Masters de Augusta y ganando el Campeonato Británico Amateur de 1937.

## Carrera
Sweeny se matriculó en la Academia Militar de los Estados Unidos en West Point en 1900, pero fue expulsado no una sino dos veces, en 1901 y, tras ser reintegrado, en 1903.
Luchó en varios conflictos en Centro y Sudamérica, incluyendo su participación en favor de Francisco I. Madero en México y contra José Santos Zelaya en Nicaragua y Cipriano Castro en Venezuela, según su amigo Ernest Hemingway.
Sweeny, entonces casado, luchó en la Primera Guerra Mundial, primero con la Legión Extranjera Francesa en 1914. Comenzó como soldado raso y finalmente se le nombró teniente por su destacada valentía en la Segunda Batalla de Champgne en septiembre de 1915,y luego fue ascendido a capitán por capturar una trinchera alemana con solo una docena de hombres, donde resultó gravemente herido.Se le concedió la Legión de Honor. A petición suya, en 1917 se le permitió transferirse al Ejército de los Estados Unidos después de que Estados Unidos entrara en la guerra. Fue nombrado mayor y luego ascendido a teniente coronel. Herido en la ofensiva de Argonne, se fue a recuperarse a París. Fue dado de alta en julio de 1919.
Luego organizó a 200 exoficiales experimentados del Ejército de los Estados Unidos para luchar en el lado polaco en la guerra polaco-soviética (1919-1920). Él mismo participó en la Batalla de Varsovia de 1920. Por sus esfuerzos, fue nombrado general de brigada del Ejército polaco en 1920. La correspondencia posterior indica que era buen amigo de su compatriota y piloto de combate estadounidense Merian C. Cooper (conocido después como productor de películas de Hollywood), quien también luchó en el lado polaco; Cooper fue derribado ese mismo año y se convirtió en prisionero de guerra de los soviéticos.

En la guerra greco-turca (1919-1922), aparentemente fue corresponsal de guerra, pero el biógrafo Donald McCormick afirma que en realidad era un espía de la inteligencia francesa. Fue aquí donde Sweeny conoció a otro corresponsal de guerra, Ernest Hemingway; se hicieron amigos para toda la vida. (Cuando Hemingway murió en 1961, Sweeny fue uno de sus portadores honorarios del féretro.) También consiguió una entrevista con el líder turco Kemal Atatürk y, por recomendación personal del general francés Maxime Weygand, se convirtió en uno de los asesores militares de Atatürk.Un artículo de una revista de octubre de 1923 describe a Sweeny como el «ahora corresponsal de guerra del New York World en el Cercano Oriente».

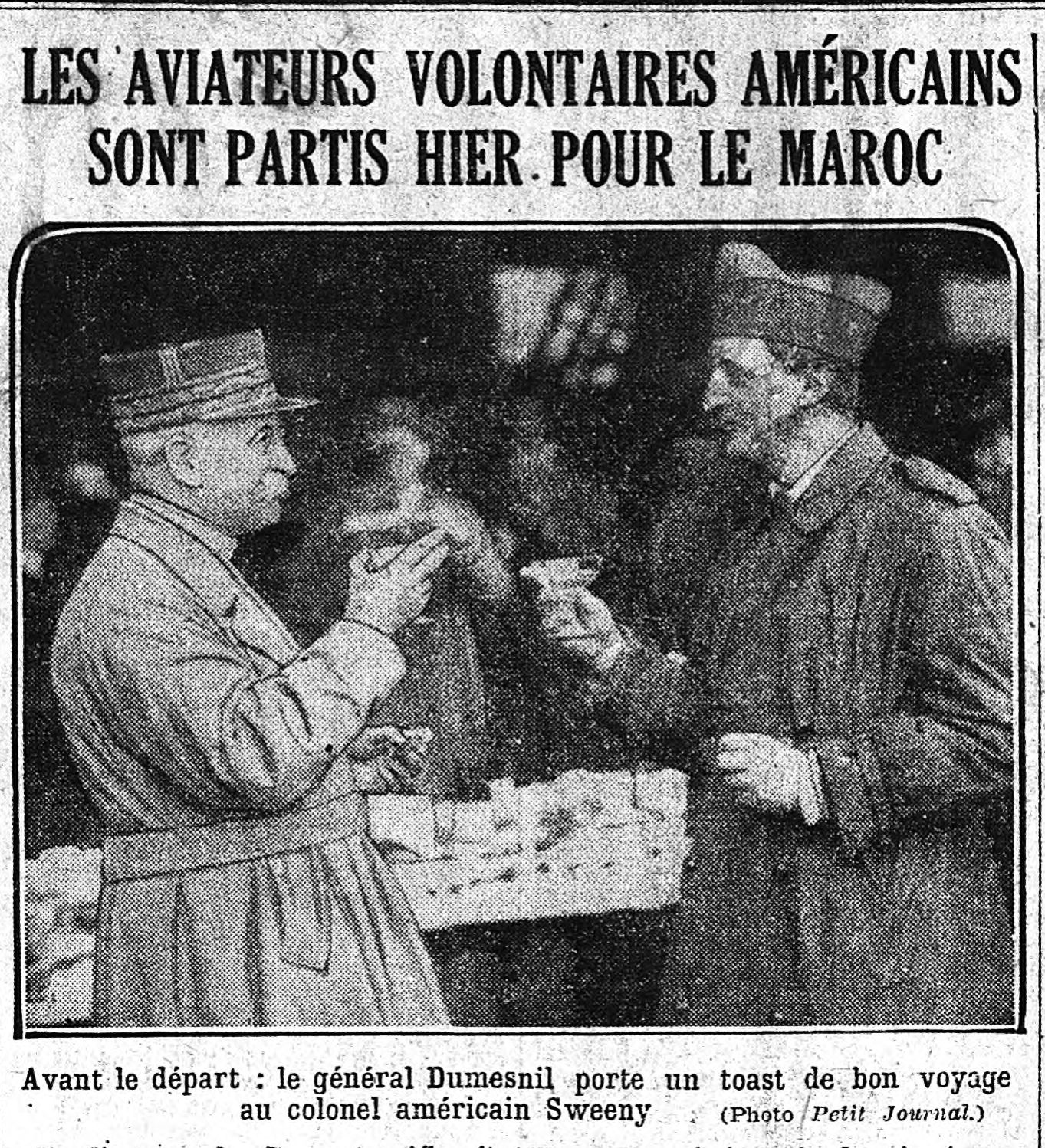
Portada de la edición parisina de Le Petit Journal del 6 de agosto de 1925. Traducción: «Los pilotos voluntarios estadounidenses partieron ayer hacia Marruecos / Antes de la salida: el general Dumesnil brinda con el coronel estadounidense Sweeny por un buen viaje».

En 1925, Sweeny luchó en Marruecos para los franceses en la guerra del Rif y reclutó a veteranos de la Primera Guerra Mundial para la Escadrille Cherifienne, el 19.º Escuadrón del Regimiento de Aviación marroquí, responsable del bombardeo de Chauen. Se convirtió en el líder de la fuerza aérea del Sultán de Marruecos. Sweeney explicó más tarde su participación en la guerra diciendo: «En nuestra opinión, Francia, al luchar contra Abdel Krim, está luchando por la causa de la civilización del hombre blanco, y todos los que han formado este escuadrón saben lo suficiente del mundo como para apreciar lo que significa la civilización del hombre blanco».
Después de enterarse de la existencia de los mercenarios, el Departamento de Estado de Estados Unidos dio instrucciones a su cónsul en Marruecos para advertir a los estadounidenses que se arriesgarían a la revocación de su ciudadanía, prisión y multas en virtud de la Ley de Neutralidad de 1794 si no ponían fin a su participación en la guerra. Si bien la recepción pública inicial a los mercenarios fue heterogénea en su país, su participación en las campañas de bombardeos provocó una indignación generalizada. El Literary Digest tituló la noticia como «Bombas estadounidenses y bebés del Rif». El Pittsburgh Post-Gazette dijo que una cosa habría sido si los mercenarios estuvieran luchando para los rifeños, pero que no había «nada valiente o caballeroso en la lluvia de bombas lanzadas sobre pueblos indefensos». The Christian Century, una destacada revista protestante, comentó: «Estos soldados de fortuna estadounidenses no tienen más pretexto que la exaltación de la caza del hombre. Se trata de un deporte real y el hecho de que estas mujeres y niños que han tenido la desgracia de nacer en los pueblos del Rif sean víctimas no tiene para ellos más significado que la muerte de un conejo durante una cacería».
El Departamento de Estado reiteró su amenaza de procesar a los pilotos por violar las leyes de neutralidad estadounidenses si no cesaban inmediatamente su participación en la guerra, pero los pilotos rechazaron las advertencias. Sin embargo, después de solo seis semanas de operaciones, los franceses disolvieron el escuadrón bajo presión diplomática de Estados Unidos.Según el mariscal Philippe Pétain, la unidad llevó a cabo 350 misiones de combate en seis semanas y arrojó más de 40 toneladas de munición. Según el teniente coronel Charles Kerwood, el escuadrón había bombardeado pueblos y causado considerables bajas civiles. Incluso hubo un caso comprobado en el que un escuadrón estadounidense bombardeó una aldea que se había rendido previamente.
Sweeny observó y evaluó la eficacia de los aviones franceses en la guerra civil española y se reunió con Hemingway.
En 1939, reclutó y financió aviadores estadounidenses para luchar en la Segunda Guerra Mundial en Francia en un momento en que Estados Unidos todavía era neutral, lo que convirtió sus actividades en una violación de las Leyes de Neutralidad de los años 1930. Esto le valió la ira del director del FBI, John Edgar Hoover, quien intentó, sin éxito, detenerlo. Los británicos, por otro lado, nombraron a Sweeny capitán de reserva de Real Fuerza Aérea, capitán de grupo, capitán de grupo temporal, o capitán de grupo honorario. Treinta y dos de sus reclutas llegaron a Francia antes de que los alemanes invadieran el país en mayo de 1940, aunque ninguno de ellos logró volar mientras estuvo allí. De ellos, cuatro fueron asesinados, oncefueron hechos prisioneros y cinco llegaron a Inglaterra. Mientras tanto, su sobrino Charles Francis Sweeny estaba en Londres persuadiendo al Ministerio del Aire para que reuniera a todos los estadounidenses que entonces sirvían en la Real Fuerza Aérea, además de los nuevos reclutas, en lo que se conocería como los Escuadrones Águila.

## Vida posterior
Finalmente se jubiló y vivió en Salt Lake City, Utah. Murió allí el 27 de febrero de 1963 y fue enterrado en el cementerio Mount Olivet.

## Otras lecturas
- McCormick, Donald (1972). One Man's Wars: The Story of Charles Sweeny, Soldier of Fortune (en inglés). Barker. ISBN 9780213994327.
- Sweeny, Charles (1943). Moment of Truth: A Realistic Examination of Our War Situation (en inglés). C. Scribner's Sons.